# 卡索斯島

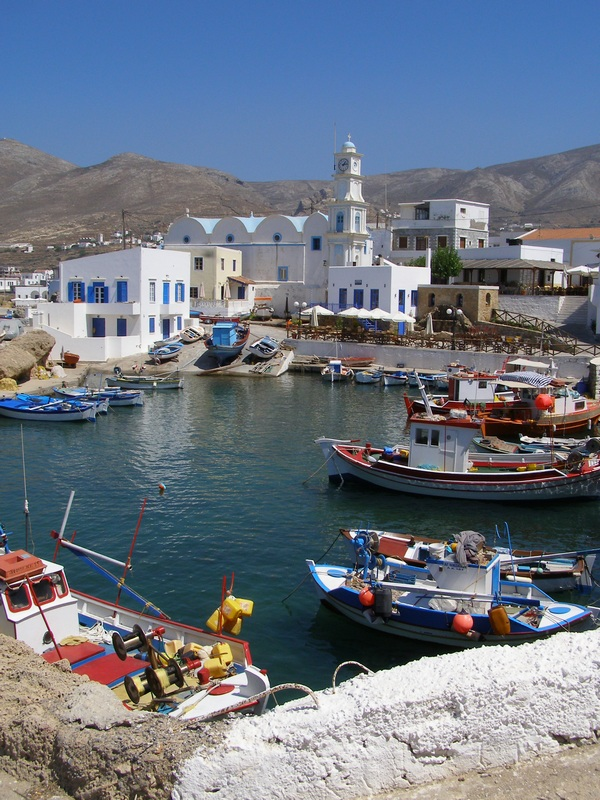
弗里村的老港口

卡索斯島（希臘語：Κάσος）是希臘的島嶼，位於愛琴海，屬於佐澤卡尼索斯群島的一部分，長17公里、寬6公里，面積66.419平方公里，最高點海拔高度550米，2021年人口1,224。行政上该岛属于南愛琴大區卡尔帕索斯-卡索斯英雄岛专区的卡索斯英雄岛市镇。岛上的最大村庄为弗里村。

## 外部連結
- 卡索斯英雄岛市镇官方网站 （页面存档备份，存于） （希腊文）
- 信息网站 （页面存档备份，存于） （希腊文） （英文）